# Klang
För andra betydelser, se Klang (olika betydelser).
Klang avser vanligen ljud med estetisk eller tilltalande karaktär. Det är ursprungligen ett ljudhärmande ord som betecknar percussiva ljud med viss tonhöjd och resonans. 
Inom musiken används termen ofta för att distingera önskande ljud från de oönskade, så kallat buller eller brus. Till exempel kan en sångröst, ett instrument eller en ljudåtergivningskälla (som en högtalare) sägas ha bra klang, om de ger ett tilltalande ljud utan förvrängning eller biljud (andningsljud, gnissel, och så vidare).